# 瑪西古爾
瑪西古爾（1917年12月15日—1994年12月25日），印度尼西亚政治家，于1947-1949年和1953-1955年担任印度尼西亚宗教部长。他还是1956-1971年人民代表会议议员，1968年担任最高评议院成员。
瑪西古爾在日本占领期间积极参与独立斗争，是印度尼西亚独立准备调查委员会成员。瑪西古爾还以乡土防卫义勇军创始人而闻名。乡土防卫义勇军是一支由日本支持的民兵组织，为可能的盟军入侵做准备，也是印度尼西亚国民军的前身。泗水战役爆发后，他用自己的财力支持了回教青年挺身隊。他的伊斯兰寄宿学校也被用来训练回教青年挺身隊的部队。